# Augustyn Caloca Cortés
Augustyn Caloca Cortés, (hiszp.) Agustín Caloca Cortés (ur. 5 maja 1898 w San Juan Bautista del Teúl (współcześnie Teúl de González Ortega), zm. 25 maja 1927 w Colotlán) – święty Kościoła katolickiego, prezbiter, męczennik, ofiara rewolucji meksykańskiej.

## Życiorys
W dzieciństwie ciężko chorował, ale naukę w seminarium podjął w wieku czternastu lat. Po dwóch latach wskutek wzmożonych prześladowań antykatolickich zmuszony był powrócić do domu. Ukończenie studiów uwieńczyło otrzymanie 5 sierpnia 1923 r. święceń kapłańskich. Wysłany został do pracy w charakterze wikariusza w parafii administrowanej przez Krzysztofa Magallanesa Jarę i podjął obowiązki prefekta tajnego seminarium w Archidiecezji Guadalajara. W związku z nasilającą się falą prześladowań zorganizował ucieczkę seminarzystów co doprowadziło do jego uwięzienia 21 maja 1927 r. Rozstrzelany został razem z K. M. Jarą. Przed plutonem egzekucyjnym powiedział:

Dla Boga żyjemy i w Nim umieramy.

Relikwie Augustyna Caloca Cortésa znajdują się w Teúl, które jest miejscem szczególnego kultu i gdzie wspominany jest wzór skromności w sposobie bycia i działania, pobożności i gorliwości. Atrybutem świętego Augusta jest palma.
Po zakończeniu procesu informacyjnego na etapie lokalnej diecezji, który toczył się w latach 1933–1988, został beatyfikowany 22 listopada 1992 roku w watykańskiej bazylice św. Piotra, a jego kanonizacja na Placu Świętego Piotra, w grupie Krzysztofa Magallanesa Jary i 24 towarzyszy, odbyła się 21 maja 2000 roku. Wyniesienia na ołtarze Kościoła katolickiego dokonał papież Jan Paweł II.
Wspomnienie liturgiczne obchodzone jest w dies natalis.